# Бигичев, Хайдар Аббясович
Хайда́р Аббя́сович Би́гичев (тат. Хәйдәр Әббәс улы Бигичев; 16 июня 1949 — 13 ноября 1998) — певец (драматический тенор), солист Татарского театра оперы и балета имени Мусы Джалиля, народный артист Татарской АССР (1980), заслуженный артист РСФСР (1986), лауреат Государственной премии Татарской АССР имени Габдуллы Тукая (1984).

## Биография
Хайдар Аббясович Бигичев родился 16 июня 1949 года, в деревне Чембилей Краснооктябрьского района Нижегородской области в многодетной семье. Отец был комбайнером, мать работала в колхозе.
После службы в рядах Советской Армии Х. Бигичев уехал в Москву, работал на заводе. По совету своего товарища он участвовал во всесоюзном телевизионном конкурсе «Алло, мы ищем таланты!», где стал лауреатом. Председатель жюри конкурса композитор М. Таривердиев высоко оценил талант молодого исполнителя и посоветовал заняться музыкой профессионально.
В 1971 году по просьбе известного татарского певца Народного артиста РСФСР Фахри Насретдинова, ректор Казанской государственной консерватории Н. Г. Жиганов организовал прослушивание Х. Бигичева, по результатам которого, уже после окончания вступительных экзаменов, его зачислили в ВУЗ.
С 1977 по 1998 годы ведущий солист Казанского Государственного театра оперы и балета им. М. Джалиля.
Скончался 13 ноября 1998 года.

## Творчество
Хайдар Бигичев — обладатель драматического тенора:
- Джик «Алтынчеч» Н. Г. Жиганова
- Джалиль «Джалиль» Н. Г. Жиганова
- Закир «Черноликие» Б. Мулюкова
- Батыржан «Наемщик» С. Сайдашева
- Галимжан «Башмачки» Дж. Х. Файзи
- Самозванец «Борис Годунов» М. Мусоргского
- Хозе «Кармен» Ж. Бизе
- Каварадосси «Тоска» Дж. Пуччини
- Пинкертон «Мадам Баттерфляй» Дж. Пуччини
- Отелло «Отелло» Дж. Верди
- Герман «Пиковая Дама» П. И. Чайковского
- Самат «Самат» Х. Валиуллина и других.

Особое место в репертуаре Х. Бигичева занимают песни и романсы татарских композиторов: А. С. Ключарёва, Н. Г. Жиганова, М. А. Музафарова, С. З. Сайдашева, Дж. Х. Файзи, Х. В. Валиуллина, С. Г. Садыковой, Р. М. Яхина, Э. З. Бакирова, Ф. А. Ахметова, М. З. Яруллина, Ш. Х. Тимербулатова, и других.
В 1995 году на Финском государственном радио Х. Бигичев записал компакт диск, состоящий из 19 песен и романсов Р. Яхина.
В фондах республиканского радио хранятся около двухсот записей Х. Бигичева, выпущены пластинки и компакт диски с записями певца.

## Память
- Его именем названы улицы в Советском районе г. Казани и в пгт Балтаси, Балтасинского района, республики Татарстан.
- 16 июля 2016 года в селе Уразовка Нижегородской области открыт памятник выдающимся татарским певцам, уроженцам Нижегородской области, Рашиту Вагапову и Хайдару Бигичеву.[1]

## Звания и награды
- Народный артист Татарской АССР (1980),
- Заслуженный артист РСФСР (1986)
- Государственная премия Татарской АССР имени Габдуллы Тукая (1984)